# Le Pin (Tarn-et-Garonne)
Le Pin é uma comuna francesa na região administrativa de Occitânia, no departamento de Tarn-et-Garonne. Estende-se por uma área de 4,71 km². Em 2010 a comuna tinha 126 habitantes (densidade: 26,8 hab./km²).